# Wereldkampioenschap voetbal 1962 (kwalificatie UEFA)
In totaal schreven 30 teams van de UEFA zich in voor de kwalificatie van het Wereldkampioenschap voetbal 1962. 
Ethiopië en Israël deden ook mee aan deze kwalificatie. De teams werden verdeeld in 10 groepen. De winnaars van de groepen 1 tot en met 8 kwalificeerden zich voor het hoofdtoernooi. De winnaars van de groepen 9 en 10 spelen een intercontinentale play-off. De kwalificatie duurde van 25 september 1960 tot en met 26 november 1961.

## Gekwalificeerde landen
| FIFA-lid          | Confederatie | Kwalificatie        | Aantal dln. (inclusief 1962) | Dln. op rij | Eerste dln. | Laatste dln. | Titels (exclusief 1962) | Beste prestatie |
| ----------------- | ------------ | ------------------- | ---------------------------- | ----------- | ----------- | ------------ | ----------------------- | --------------- |
| Zwitserland       | UEFA         | Winnaar groep 1     | 5e                           | 1           | 1934        | 1954         | 0                       | Kwartfinale     |
| Bulgarije         | UEFA         | Winnaar groep 2     | 1e                           | 1           | n.v.t.      | n.v.t.       | n.v.t.                  | n.v.t.          |
| West-Duitsland    | UEFA         | Winnaar groep 3     | 5e                           | 3           | 1934        | 1958         | 1                       | Kampioen        |
| Hongarije         | UEFA         | Winnaar groep 4     | 5e                           | 3           | 1934        | 1962         | 0                       | Tweede          |
| Sovjet-Unie       | UEFA         | Winnaar groep 5     | 2e                           | 2           | 1958        | 1958         | 0                       | Kwartfinale     |
| Engeland          | UEFA         | Winnaar groep 6     | 4e                           | 4           | 1950        | 1958         | 0                       | Kwartfinale     |
| Italië            | UEFA         | Winnaar groep 7     | 5e                           | 1           | 1934        | 1954         | 2                       | Winnaar         |
| Tsjecho-Slowakije | UEFA         | Winnaar groep 8     | 5e                           | 3           | 1934        | 1958         | 0                       | Tweede          |
| Spanje            | UEFA         | play-off (UEFA–CAF) | 3e                           | 1           | 1934        | 1950         | 0                       | Vierde          |
| Joegoslavië       | UEFA         | play-off (UEFA–AFC) | 5e                           | 4           | 1930        | 1958         | 0                       | Halve finale    |

## Groepen en wedstrijden
Legenda

### Groep 1
Verliezend finalist in 1958 Zweden leek vooraf de meeste tegenstand te krijgen van België, maar de Belgen verloren al hun wedstrijden. Zweden en Zwitserland eindigden gelijk en in een beslissingswedstrijd in Berlijn gaven de Zweden een 1-0 voorsprong weg: 2-1 voor Zwitserland.
| Pos | Land        | Wed | Win | Gel | Ver | DV | DT | +/− | Pnt |
| --- | ----------- | --- | --- | --- | --- | -- | -- | --- | --- |
| 1.  | Zwitserland | 4   | 3   | 0   | 1   | 9  | 9  | 0   | 6   |
| 2.  | Zweden      | 4   | 3   | 0   | 1   | 10 | 3  | +7  | 6   |
| 3.  | België      | 4   | 0   | 0   | 4   | 3  | 10 | –7  | 0   |

|                                                      |                                    |       |        |                                                                               |
| 19 oktober 1960 «onderlinge duels» 19:00 uur (UTC+1) | Zweden                             | 2 – 0 | België | Råsundastadion, Solna Toeschouwers: 19.513 Scheidsrechter: Tiny Wharton (SCO) |
| 19 oktober 1960 «onderlinge duels» 19:00 uur (UTC+1) | Rune Börjesson 52' Yngve Brodd 74' |       |        | Råsundastadion, Solna Toeschouwers: 19.513 Scheidsrechter: Tiny Wharton (SCO) |

|                                                       |                                        |       |                                                   |                                                                                     |
| 20 november 1960 «onderlinge duels» 15:00 uur (UTC+1) | België                                 | 2 – 4 | Zwitserland                                       | Heizelstadion, Brussel Toeschouwers: 29.644 Scheidsrechter: Friedrich Seipelt (AUT) |
| 20 november 1960 «onderlinge duels» 15:00 uur (UTC+1) | Paul Van Himst 24' Marcel Paeschen 83' |       | 22', 48', 79' Charles Antenen 44' Heinz Schneiter | Heizelstadion, Brussel Toeschouwers: 29.644 Scheidsrechter: Friedrich Seipelt (AUT) |

|                                                  |                         |       |                    |                                                                                                  |
| 20 mei 1961 «onderlinge duels» 15:45 uur (UTC+1) | Zwitserland             | 2 – 1 | België             | Stade Olympique de la Pontaise, Lausanne Toeschouwers: 26.458 Scheidsrechter: Andor Dorogi (HUN) |
| 20 mei 1961 «onderlinge duels» 15:45 uur (UTC+1) | Robert Ballaman 8', 16' |       | 83' Roger Claessen | Stade Olympique de la Pontaise, Lausanne Toeschouwers: 26.458 Scheidsrechter: Andor Dorogi (HUN) |

|                                                  |                                                                       |       |             |                                                                                  |
| 28 mei 1961 «onderlinge duels» 13:00 uur (UTC+1) | Zweden                                                                | 4 – 0 | Zwitserland | Råsundastadion, Solna Toeschouwers: 17.400 Scheidsrechter: Hermínio Soares (POR) |
| 28 mei 1961 «onderlinge duels» 13:00 uur (UTC+1) | Torbjörn Jonsson 8' Rune Börjesson 15' (pen.), 75' Agne Simonsson 70' |       |             | Råsundastadion, Solna Toeschouwers: 17.400 Scheidsrechter: Hermínio Soares (POR) |

|                                                     |        |                      |        |                                                                                    |
| 4 oktober 1961 «onderlinge duels» 19:30 uur (UTC+1) | België | 0 – 2                | Zweden | Heizelstadion, Brussel Toeschouwers: 14.354 Scheidsrechter: Francisco Guerra (POR) |
| 4 oktober 1961 «onderlinge duels» 19:30 uur (UTC+1) |        | 69', 77' Yngve Brodd |        | Heizelstadion, Brussel Toeschouwers: 14.354 Scheidsrechter: Francisco Guerra (POR) |

|                                                      |                                                           |       |                                   |                                                                     |
| 29 oktober 1961 «onderlinge duels» 15:00 uur (UTC+1) | Zwitserland                                               | 3 – 2 | Zweden                            | Wankdorf, Bern Toeschouwers: 57.447 Scheidsrechter: Ken Aston (ENG) |
| 29 oktober 1961 «onderlinge duels» 15:00 uur (UTC+1) | Charles Antenen 9' Rolf Wüthrich 68' Norbert Eschmann 81' |       | 1' Agne Simonsson 79' Yngve Brodd | Wankdorf, Bern Toeschouwers: 57.447 Scheidsrechter: Ken Aston (ENG) |

Omdat Zweden en Zwitserland gelijk eindigden werd er een extra play-off gespeeld op neutraal terrein om te bepalen welk land door mocht naar het hoofdtoernooi.
play-off
|                                                       |                 |       |                                         |                                                                                      |
| 12 november 1961 «onderlinge duels» 14:00 uur (UTC+1) | Zweden          | 1 – 2 | Zwitserland                             | Olympiastadion, West-Berlijn Toeschouwers: 46.387 Scheidsrechter: Albert Dusch (FRG) |
| 12 november 1961 «onderlinge duels» 14:00 uur (UTC+1) | Yngve Brodd 21' |       | 67' Heinz Schneiter 72' Charles Antenen | Olympiastadion, West-Berlijn Toeschouwers: 46.387 Scheidsrechter: Albert Dusch (FRG) |

### Groep 2
De nummer drie van het vorige WK Frankrijk leek weinig problemen te hebben zich te kwalificeren, maar vlak voor tijd incasseerde het een doelpunt in de uitwedstrijd tegen Bulgarije: 1-0. De beslissingswedstrijd in Milaan wonnen de Bulgaren met dezelfde cijfers en waren nu een debutant op het Wereldkampioenschap.
| Pos | Land      | Wed | Win | Gel | Ver | DV | DT | +/− | Pnt |
| --- | --------- | --- | --- | --- | --- | -- | -- | --- | --- |
| 1.  | Bulgarije | 4   | 3   | 0   | 1   | 6  | 4  | +2  | 6   |
| 2.' | Frankrijk | 4   | 3   | 0   | 1   | 10 | 3  | +7  | 6   |
| 3.  | Finland   | 4   | 0   | 0   | 4   | 3  | 12 | –9  | 0   |

|                                                        |                 |       |                                         |                                                                                       |
| 25 september 1960 «onderlinge duels» 14:00 uur (UTC+2) | Finland         | 1 – 2 | Frankrijk                               | Olympisch Stadion, Helsinki Toeschouwers: 15.572 Scheidsrechter: Johannes Malka (FRG) |
| 25 september 1960 «onderlinge duels» 14:00 uur (UTC+2) | Kai Pahlman 30' |       | 63' Maryan Wisniewski 83' Joseph Ujlaki | Olympisch Stadion, Helsinki Toeschouwers: 15.572 Scheidsrechter: Johannes Malka (FRG) |

|                                                       |                                                                 |       |           | |
| 11 december 1960 «onderlinge duels» 14:30 uur (UTC+1) | Frankrijk                                                       | 3 – 0 | Bulgarije | Stade olympique Yves-du-Manoir, Colombes Toeschouwers: 40.690 Scheidsrechter: Pietro Bonetto (ITA) |
| 11 december 1960 «onderlinge duels» 14:30 uur (UTC+1) | Maryan Wisniewski 48' Jean-Jacques Marcel 58' Lucien Cossou 80' |       |           | Stade olympique Yves-du-Manoir, Colombes Toeschouwers: 40.690 Scheidsrechter: Pietro Bonetto (ITA) |

|                                                   |         |                                        |           |                                                                                         |
| 16 juni 1961 «onderlinge duels» 19:00 uur (UTC+2) | Finland | 0 – 2                                  | Bulgarije | Olympisch Stadion, Helsinki Toeschouwers: 11.977 Scheidsrechter: Nikolay Latyshev (URS) |
| 16 juni 1961 «onderlinge duels» 19:00 uur (UTC+2) |         | 35' Hristo Iliev 75' (pen.) Ivan Kolev |           | Olympisch Stadion, Helsinki Toeschouwers: 11.977 Scheidsrechter: Nikolay Latyshev (URS) |

|                                                        |                                                                                   |       |                 |                                                                                      |
| 28 september 1961 «onderlinge duels» 17:00 uur (UTC+1) | Frankrijk                                                                         | 5 – 1 | Finland         | Parc des Princes, Parijs Toeschouwers: 17.013 Scheidsrechter: Gottfried Dienst (SUI) |
| 28 september 1961 «onderlinge duels» 17:00 uur (UTC+1) | Jacques Faivre 6', 41' Maryan Wisniewski 12' Roger Piantoni 79' Ernie Schultz 86' |       | 44' Kai Pahlman | Parc des Princes, Parijs Toeschouwers: 17.013 Scheidsrechter: Gottfried Dienst (SUI) |

|                                    |                                                       |       |                      |                                                                                              |
| 29 oktober 1961 «onderlinge duels» | Bulgarije                                             | 3 – 1 | Finland              | Vasil Levski Nationaal Stadion, Sofia Toeschouwers: 45.000 Scheidsrechter: Cezmi Başar (TUR) |
| 29 oktober 1961 «onderlinge duels» | Dimitr Yakimov 28' Todor Diev 34' Petar Velichkov 85' |       | 9' Sauli Pietiläinen | Vasil Levski Nationaal Stadion, Sofia Toeschouwers: 45.000 Scheidsrechter: Cezmi Başar (TUR) |

|                                     |                  |       |           |                                                                                              |
| 12 november 1961 «onderlinge duels» | Bulgarije        | 1 – 0 | Frankrijk | Vasil Levski Nationaal Stadion, Sofia Toeschouwers: 55.000 Scheidsrechter: Milan Fencl (TCH) |
| 12 november 1961 «onderlinge duels» | Hristo Iliev 89' |       |           | Vasil Levski Nationaal Stadion, Sofia Toeschouwers: 55.000 Scheidsrechter: Milan Fencl (TCH) |

Bulgarije en Frankrijk eindigden gelijk. Er werd een extra play-off gespeeld op neutraal terrein om te bepalen welk land zich voor het hoofdtoernooi kwalificeert.
play-off
|                                                       |                    |       |           |                                                                               |
| 16 december 1961 «onderlinge duels» 14:30 uur (UTC+1) | Bulgarije          | 1 – 0 | Frankrijk | San Siro, Milaan Toeschouwers: 34.740 Scheidsrechter: Concetto Lo Bello (ITA) |
| 16 december 1961 «onderlinge duels» 14:30 uur (UTC+1) | Dimitr Yakimov 47' |       |           | San Siro, Milaan Toeschouwers: 34.740 Scheidsrechter: Concetto Lo Bello (ITA) |

### Groep 3
West- Duitsland had in 1958 nog veel moeite met Noord-Ierland (2-2 in de groepswedstrijd), maar nu hadden ze totaal geen problemen. Ze wonnen alle wedstrijden en hadden zes punten meer dan Noord- Ierland en Griekenland.
| Pos | Land           | Wed | Win | Gel | Ver | DV | DT | +/− | Pnt |
| --- | -------------- | --- | --- | --- | --- | -- | -- | --- | --- |
| 1.  | West-Duitsland | 4   | 4   | 0   | 0   | 11 | 5  | +6  | 8   |
| 2.  | Noord-Ierland  | 4   | 1   | 0   | 3   | 7  | 8  | –1  | 2   |
| 3.  | Griekenland    | 4   | 1   | 0   | 3   | 3  | 8  | –5  | 2   |

|                                                    |                             |       |                                                      |                                                                           |
| 26 oktober 1960 «onderlinge duels» 14:45 uur (UTC) | Noord-Ierland               | 3 – 4 | West-Duitsland                                       | Windsor Park, Belfast Toeschouwers: 32.000 Scheidsrechter: Leo Horn (NED) |
| 26 oktober 1960 «onderlinge duels» 14:45 uur (UTC) | Billy McAdams 21', 51', 90' |       | 7' Albert Brülls 53' Uwe Seeler 55', 80' Gert Dörfel | Windsor Park, Belfast Toeschouwers: 32.000 Scheidsrechter: Leo Horn (NED) |

|                                                       |             |                                                     |                |                                                                                           |
| 20 november 1960 «onderlinge duels» 15:00 uur (UTC+2) | Griekenland | 0 – 3                                               | West-Duitsland | Leoforos Alexandrasstadion, Athene Toeschouwers: 25.000 Scheidsrechter: Emil Erlich (YUG) |
| 20 november 1960 «onderlinge duels» 15:00 uur (UTC+2) |             | 10' Gert Dörfel 29' Albert Brülls 43' Helmut Haller |                | Leoforos Alexandrasstadion, Athene Toeschouwers: 25.000 Scheidsrechter: Emil Erlich (YUG) |

|                                                 |                               |       |                   |                                                                                               |
| 3 mei 1961 «onderlinge duels» 16:45 uur (UTC+2) | Griekenland                   | 2 – 1 | Noord-Ierland     | Leoforos Alexandrasstadion, Athene Toeschouwers: 12.942 Scheidsrechter: Reuben Priesner (ISR) |
| 3 mei 1961 «onderlinge duels» 16:45 uur (UTC+2) | Andreas Papaemmanouil 8', 64' |       | 82' Jimmy McIlroy | Leoforos Alexandrasstadion, Athene Toeschouwers: 12.942 Scheidsrechter: Reuben Priesner (ISR) |

|                                                  |                                     |       |                   |                                                                                        |
| 10 mei 1961 «onderlinge duels» 18:00 uur (UTC+1) | West-Duitsland                      | 2 – 1 | Noord-Ierland     | Olympiastadion, West-Berlijn Toeschouwers: 94.600 Scheidsrechter: Gösta Lindberg (SWE) |
| 10 mei 1961 «onderlinge duels» 18:00 uur (UTC+1) | Richard Kress 28' Albert Brülls 58' |       | 69' Jimmy McIlroy | Olympiastadion, West-Berlijn Toeschouwers: 94.600 Scheidsrechter: Gösta Lindberg (SWE) |

|                                                      |                                       |       |             |                                                                                 |
| 17 oktober 1961 «onderlinge duels» 15:00 uur (UTC+1) | Noord-Ierland                         | 2 – 0 | Griekenland | Windsor Park, Belfast Toeschouwers: 21.250 Scheidsrechter: Pietro Bonetto (ITA) |
| 17 oktober 1961 «onderlinge duels» 15:00 uur (UTC+1) | Jim McLaughlin 28' Jim McLaughlin 57' |       |             | Windsor Park, Belfast Toeschouwers: 21.250 Scheidsrechter: Pietro Bonetto (ITA) |

|                                                      |                    |       |                           |                                                                                   |
| 22 oktober 1961 «onderlinge duels» 15:00 uur (UTC+1) | West-Duitsland     | 2 – 1 | Griekenland               | Rosenaustadion, Augsburg Toeschouwers: 43.000 Scheidsrechter: Birger Nilsen (NOR) |
| 22 oktober 1961 «onderlinge duels» 15:00 uur (UTC+1) | Uwe Seeler 6', 26' |       | 59' Andreas Papaemmanouil | Rosenaustadion, Augsburg Toeschouwers: 43.000 Scheidsrechter: Birger Nilsen (NOR) |

### Groep 4
Ook zonder Puskas was Hongarije nog steeds een van de sterkste landen van Europa en dat ondervond Nederland al in de eerste wedstrijd in de Kuip: 0-3. In Hongarije volgde een knap gelijkspel: 3-3, maar dat was natuurlijk geen basis om voor een verrassing te zorgen. De thuiswedstrijd tegen Oost-Duitsland ging niet door vanwege visa-problemen, vlak na de bouw van de Berlijnse Muur. Bij Hongarije debuteerde Flórián Albert.
| Pos | Land      | Wed | Win | Gel | Ver | DV | DT | +/− | Pnt |
| --- | --------- | --- | --- | --- | --- | -- | -- | --- | --- |
| 1.  | Hongarije | 4   | 3   | 1   | 0   | 11 | 5  | +6  | 7   |
| 2.  | Nederland | 3   | 0   | 2   | 1   | 4  | 7  | –3  | 2   |
| 3.  | DDR       | 3   | 0   | 1   | 2   | 3  | 6  | –3  | 1   |

|                                                    |                                     |       |     |                                                                               |
| 16 april 1961 «onderlinge duels» 16:30 uur (UTC+1) | Hongarije                           | 2 – 0 | DDR | Megyeri út, Boedapest Toeschouwers: 26.590 Scheidsrechter: Yordan Takov (BUL) |
| 16 april 1961 «onderlinge duels» 16:30 uur (UTC+1) | Flórián Albert 12' János Göröcs 52' |       |     | Megyeri út, Boedapest Toeschouwers: 26.590 Scheidsrechter: Yordan Takov (BUL) |

|                                                    |           |                                                     |           |                                                                              |
| 30 april 1961 «onderlinge duels» 14:30 uur (UTC+1) | Nederland | 0 – 3                                               | Hongarije | De Kuip, Rotterdam Toeschouwers: 63.900 Scheidsrechter: Cliff Kingston (WAL) |
| 30 april 1961 «onderlinge duels» 14:30 uur (UTC+1) |           | 23' Károly Sándor 24' Máté Fenyvesi 37' Lajos Tichy |           | De Kuip, Rotterdam Toeschouwers: 63.900 Scheidsrechter: Cliff Kingston (WAL) |

|                                                  |                  |       |                |                                                                                            |
| 14 mei 1961 «onderlinge duels» 16:00 uur (UTC+1) | DDR              | 1 – 1 | Nederland      | Zentralstadion, Leipzig Toeschouwers: 60.000 Scheidsrechter: Carl Frederik Jørgensen (DEN) |
| 14 mei 1961 «onderlinge duels» 16:00 uur (UTC+1) | Dieter Erler 79' |       | 63' Henk Groot | Zentralstadion, Leipzig Toeschouwers: 60.000 Scheidsrechter: Carl Frederik Jørgensen (DEN) |

|                                                        |                                  |       |                                                     |                                                                                                |
| 10 september 1961 «onderlinge duels» 16:00 uur (UTC+1) | DDR                              | 2 – 3 | Hongarije                                           | Walter-Ulbricht-Stadion, Oost-Berlijn Toeschouwers: 25.000 Scheidsrechter: Ivan Lukyanov (URS) |
| 10 september 1961 «onderlinge duels» 16:00 uur (UTC+1) | Dieter Erler 53' Peter Ducke 87' |       | 43' Ernő Solymosi 75' Károly Sándor 78' Lajos Tichy | Walter-Ulbricht-Stadion, Oost-Berlijn Toeschouwers: 25.000 Scheidsrechter: Ivan Lukyanov (URS) |

|                |           |   |     |           |
| 1 oktober 1961 | Nederland | X | DDR | Nederland |
| 1 oktober 1961 |           |   |     | Nederland |

|                                                      |                                                        |       |                                             |                                                                                |
| 22 oktober 1961 «onderlinge duels» 14:30 uur (UTC+1) | Hongarije                                              | 3 – 3 | Nederland                                   | Népstadion, Boedapest Toeschouwers: 28.000 Scheidsrechter: Hugh Phillips (SCO) |
| 22 oktober 1961 «onderlinge duels» 14:30 uur (UTC+1) | Tivadar Monostori 19' János Göröcs 21' Lajos Tichy 77' |       | 7', 14' Tonny van der Linden 56' Henk Groot | Népstadion, Boedapest Toeschouwers: 28.000 Scheidsrechter: Hugh Phillips (SCO) |

### Groep 5
De eerste Europese kampioen de Sovjet-Unie won al zijn wedstrijden en had totaal geen tegenstand.
| Pos | Land        | Wed | Win | Gel | Ver | DV | DT | +/− | Pnt |
| --- | ----------- | --- | --- | --- | --- | -- | -- | --- | --- |
| 1.  | Sovjet-Unie | 4   | 4   | 0   | 0   | 11 | 3  | +8  | 8   |
| 2.  | Turkije     | 4   | 2   | 0   | 2   | 4  | 4  | 0   | 4   |
| 3.  | Noorwegen   | 4   | 0   | 0   | 4   | 3  | 11 | –8  | 0   |

|                                                  |           |                 |         |                                                                               |
| 1 juni 1961 «onderlinge duels» 19:00 uur (UTC+2) | Noorwegen | 0 – 1           | Turkije | Ullevaalstadion, Oslo Toeschouwers: 23.416 Scheidsrechter: Frede Hansen (DEN) |
| 1 juni 1961 «onderlinge duels» 19:00 uur (UTC+2) |           | 16' Metin Oktay |         | Ullevaalstadion, Oslo Toeschouwers: 23.416 Scheidsrechter: Frede Hansen (DEN) |

|                                                   |                    |       |         |                                                                                             |
| 18 juni 1961 «onderlinge duels» 18:30 uur (UTC+3) | Sovjet-Unie        | 1 – 0 | Turkije | Centraal Leninstadion, Moskou Toeschouwers: 102.000 Scheidsrechter: Martti Hirviniemi (FIN) |
| 18 juni 1961 «onderlinge duels» 18:30 uur (UTC+3) | Valeri Voronin 20' |       |         | Centraal Leninstadion, Moskou Toeschouwers: 102.000 Scheidsrechter: Martti Hirviniemi (FIN) |

|                                                  |                                                                                          |       |                                   |                                                                                       |
| 1 juli 1961 «onderlinge duels» 19:00 uur (UTC+3) | Sovjet-Unie                                                                              | 5 – 2 | Noorwegen                         | Centraal Leninstadion, Moskou Toeschouwers: 100.343 Scheidsrechter: Józef Kowal (POL) |
| 1 juli 1961 «onderlinge duels» 19:00 uur (UTC+3) | Slava Metreveli 14' Viktor Ponedelnik 26' Valentin Boeboekin 32', 66' Mikhail Meskhi 53' |       | 64' Bjørn Borgen 87' Eldar Hansen | Centraal Leninstadion, Moskou Toeschouwers: 100.343 Scheidsrechter: Józef Kowal (POL) |

|                                                       |           |                                                              |             |                                                                               |
| 23 augustus 1961 «onderlinge duels» 19:00 uur (UTC+2) | Noorwegen | 0 – 3                                                        | Sovjet-Unie | Ullevaalstadion, Oslo Toeschouwers: 30.469 Scheidsrechter: John Meighan (IRL) |
| 23 augustus 1961 «onderlinge duels» 19:00 uur (UTC+2) |           | 48' Viktor Ponedelnik 49' Mikhail Meskhi 76' Slava Metreveli |             | Ullevaalstadion, Oslo Toeschouwers: 30.469 Scheidsrechter: John Meighan (IRL) |

|                                                      |                                  |       |                  |                                                                                   |
| 29 oktober 1961 «onderlinge duels» 14:30 uur (UTC+2) | Turkije                          | 2 – 1 | Noorwegen        | Mithatpaşastadion, Istanbul Toeschouwers: 27.420 Scheidsrechter: Mihai Popa (ROU) |
| 29 oktober 1961 «onderlinge duels» 14:30 uur (UTC+2) | Aydın Yelken 60' Metin Oktay 74' |       | 57' Roald Jensen | Mithatpaşastadion, Istanbul Toeschouwers: 27.420 Scheidsrechter: Mihai Popa (ROU) |

|                                                       |                 |       |                                          |                                                                                        |
| 12 november 1961 «onderlinge duels» 14:00 uur (UTC+2) | Turkije         | 1 – 2 | Sovjet-Unie                              | Mithatpaşa Stadyumu, Istanbul Toeschouwers: 40.031 Scheidsrechter: Aharon Verner (ISR) |
| 12 november 1961 «onderlinge duels» 14:00 uur (UTC+2) | Metin Oktay 45' |       | 12' Gennadiy Gusarov 18' Aleksey Mamykin | Mithatpaşa Stadyumu, Istanbul Toeschouwers: 40.031 Scheidsrechter: Aharon Verner (ISR) |

### Groep 6
Engeland vreesde Portugal vanwege de Europa Cup overwinningen van Benfica in 1961 en 1962. Een goed nationaal team had Portugal nog niet, want zij verspeelden hun kansen door met 4-2 te verliezen van Luxemburg. Toch nog een historische tintje aan deze wedstrijd: Eusébio debuteerde en scoorde een doelpunt. Hij zou vier jaar later een smaakmaker worden van het WK.
| Pos | Land      | Wed | Win | Gel | Ver | DV | DT | +/− | Pnt |
| --- | --------- | --- | --- | --- | --- | -- | -- | --- | --- |
| 1.  | Engeland  | 4   | 3   | 1   | 0   | 16 | 2  | +14 | 7   |
| 2.  | Portugal  | 4   | 1   | 1   | 2   | 9  | 7  | +2  | 3   |
| 3.  | Luxemburg | 4   | 1   | 0   | 3   | 5  | 21 | –16 | 2   |

|                                                      |           |                                                                                               |          |                                                                                   |
| 19 oktober 1960 «onderlinge duels» 19:30 uur (UTC+1) | Luxemburg | 0 – 9                                                                                         | Engeland | Stade Municipal, Luxemburg Toeschouwers: 5.500 Scheidsrechter: Joop Martens (NED) |
| 19 oktober 1960 «onderlinge duels» 19:30 uur (UTC+1) |           | 3', 7', 66' Bobby Charlton 16', 83', 85' Jimmy Greaves 22', 46' Bobby Smith 61' Johnny Haynes |          | Stade Municipal, Luxemburg Toeschouwers: 5.500 Scheidsrechter: Joop Martens (NED) |

|                                                  |                                                                                |       |           |                                                                                            |
| 19 maart 1961 «onderlinge duels» 16:00 uur (UTC) | Portugal                                                                       | 6 – 0 | Luxemburg | Estádio Nacional do Jamor, Oeiras Toeschouwers: 17.000 Scheidsrechter: Daniel Mellet (SUI) |
| 19 maart 1961 «onderlinge duels» 16:00 uur (UTC) | José Águas 32' Yaúca 49', 53', 61' Fernand Brosius 83' (e.d.) Mário Coluna 85' |       |           | Estádio Nacional do Jamor, Oeiras Toeschouwers: 17.000 Scheidsrechter: Daniel Mellet (SUI) |

|                                                  |                |       |                 |                                                                                             |
| 21 mei 1961 «onderlinge duels» 16:00 uur (UTC+1) | Portugal       | 1 – 1 | Engeland        | Estádio Nacional do Jamor, Oeiras Toeschouwers: 42.581 Scheidsrechter: Pietro Bonetto (ITA) |
| 21 mei 1961 «onderlinge duels» 16:00 uur (UTC+1) | José Águas 59' |       | 82' Ron Flowers | Estádio Nacional do Jamor, Oeiras Toeschouwers: 42.581 Scheidsrechter: Pietro Bonetto (ITA) |

|                                                        |                                                            |       |                    |                                                                                  |
| 28 september 1961 «onderlinge duels» 19:30 uur (UTC+1) | Engeland                                                   | 4 – 1 | Luxemburg          | Arsenal Stadium, Londen Toeschouwers: 33.409 Scheidsrechter: Gérard Versyp (BEL) |
| 28 september 1961 «onderlinge duels» 19:30 uur (UTC+1) | Ray Pointer 35' Dennis Viollet 37' Bobby Charlton 45', 76' |       | 69' Camille Dimmer | Arsenal Stadium, Londen Toeschouwers: 33.409 Scheidsrechter: Gérard Versyp (BEL) |

|                                                     |                                             |       |                       |                                                                                       |
| 8 oktober 1961 «onderlinge duels» 15:30 uur (UTC+1) | Luxemburg                                   | 4 – 2 | Portugal              | Stade Municipal, Luxemburg Toeschouwers: 5.229 Scheidsrechter: Kurt Tschenscher (FRG) |
| 8 oktober 1961 «onderlinge duels» 15:30 uur (UTC+1) | Ady Schmit 27', 53', 56' Nicky Hoffmann 84' |       | 82' Eusébio 89' Yaúca | Stade Municipal, Luxemburg Toeschouwers: 5.229 Scheidsrechter: Kurt Tschenscher (FRG) |

|                                                      |                                 |       |          |                                                                                 |
| 25 oktober 1961 «onderlinge duels» 14:30 uur (UTC+1) | Engeland                        | 2 – 0 | Portugal | Wembley Stadium, Londen Toeschouwers: 100.000 Scheidsrechter: Marcel Bois (FRA) |
| 25 oktober 1961 «onderlinge duels» 14:30 uur (UTC+1) | John Connelly 5' Ray Pointer 8' |       |          | Wembley Stadium, Londen Toeschouwers: 100.000 Scheidsrechter: Marcel Bois (FRA) |

### Groep 7
Italië, Roemenië en Ethiopië waren automatisch geplaatst voor de tweede ronde.
Na het mislopen van het wereldkampioenschap van 1958 plaatste Italië zich weer. Veel moeite hadden ze er niet voor hoeven te doen, eerst trok Roemenië zich terug en daarna was er totaal geen problemen met Israël.

#### Eerste ronde
|                                                       |                    |       |                 |                                                                             |
| 13 november 1960 «onderlinge duels» 14:30 uur (UTC+1) | Cyprus             | 1 – 1 | Israël          | GSP-stadion, Nicosia Toeschouwers: 11.000 Scheidsrechter: Živko Bajić (YUG) |
| 13 november 1960 «onderlinge duels» 14:30 uur (UTC+1) | Mihalis Sialis 29' |       | 31' Boaz Kofman | GSP-stadion, Nicosia Toeschouwers: 11.000 Scheidsrechter: Živko Bajić (YUG) |

|                                                       |                                                                     |       |                           |                                                                                    |
| 27 november 1960 «onderlinge duels» 14:30 uur (UTC+2) | Israël                                                              | 6 – 1 | Cyprus                    | Ramat Ganstadion, Ramat Gan Toeschouwers: 45.000 Scheidsrechter: Živko Bajić (YUG) |
| 27 november 1960 «onderlinge duels» 14:30 uur (UTC+2) | Shlomo Levi 14', 30', 66' Shlomo Nahari 34' Nahum Stelmach 61', 88' |       | 89' (pen.) Mihalis Sialis | Ramat Ganstadion, Ramat Gan Toeschouwers: 45.000 Scheidsrechter: Živko Bajić (YUG) |

Israël wint met 7–2 over twee wedstrijden en plaatst zich voor de tweede ronde.

#### Tweede ronde
|                                                    |                    |       |          |                                                                                     |
| 14 maart 1961 «onderlinge duels» 15:30 uur (UTC+2) | Israël             | 1 – 0 | Ethiopië | Ramat Ganstadion, Ramat Gan Toeschouwers: 35.000 Scheidsrechter: István Zsolt (HUN) |
| 14 maart 1961 «onderlinge duels» 15:30 uur (UTC+2) | Yeoshua Glazer 69' |       |          | Ramat Ganstadion, Ramat Gan Toeschouwers: 35.000 Scheidsrechter: István Zsolt (HUN) |

|                                                    |                                                   |       |                   |                                                                                   |
| 19 maart 1961 «onderlinge duels» 15:30 uur (UTC+2) | Israël                                            | 3 – 2 | Ethiopië          | Ramat Ganstadion, Ramat Gan Toeschouwers: 30.000 Scheidsrechter: János Pósa (HUn) |
| 19 maart 1961 «onderlinge duels» 15:30 uur (UTC+2) | Yeoshua Glazer 27', 77' Nahum Stelmach 59' (pen.) |       | Mengistou Tesfaye | Ramat Ganstadion, Ramat Gan Toeschouwers: 30.000 Scheidsrechter: János Pósa (HUn) |

Israël wint 4–2 over twee wedstrijden en plaatst zich voor de finaleronde.

#### Finale
|                                                      |                                   |       |                                                                      |                                                                                     |
| 15 oktober 1961 «onderlinge duels» 15:00 uur (UTC+2) | Israël                            | 2 – 4 | Italië                                                               | Ramat Ganstadion, Ramat Gan Toeschouwers: 40.790 Scheidsrechter: Yordan Takov (BUL) |
| 15 oktober 1961 «onderlinge duels» 15:00 uur (UTC+2) | Nahum Stelmach 16' Roby Young 39' |       | 53' (pen.) Francisco Lojacono 79' Josè Altafini 87', 90' Mario Corso | Ramat Ganstadion, Ramat Gan Toeschouwers: 40.790 Scheidsrechter: Yordan Takov (BUL) |

|                                                      |                                                                      |       |        |                                                                                         |
| 4 november 1961 «onderlinge duels» 14:45 uur (UTC+1) | Italië                                                               | 6 – 0 | Israël | Stadio Comunale, Turijn Toeschouwers: 60.799 Scheidsrechter: Manuel Asensi Martín (ESP) |
| 4 november 1961 «onderlinge duels» 14:45 uur (UTC+1) | Omar Sívori 16', 52', 65', 88' Mario Corso 59' Antonio Angelillo 69' |       |        | Stadio Comunale, Turijn Toeschouwers: 60.799 Scheidsrechter: Manuel Asensi Martín (ESP) |

Italië wint met 4–2 en kwalificeert zich voor het hoofdtoernooi.

### Groep 8
Tsjecho-Slowakije leek weinig moeite te hebben met Schotland en Ierland, maar verspeelde in de uitwedstrijd in Schotland een 1-2 voorsprong: 3-2 voor Schotland. Een beslissingswedstrijd in Brussel was noodzakelijk. De Tsjechen en Slowaken scoorden pas 8 minuten voor tijd de gelijkmaker (2-2) om in de verlenging toe te slaan: 4-2.
Men verwachtte op het WK vooral veel van Josef Masopust, de middenvelder van AS Dukla Praag.
| Pos | Land              | Wed | Win | Gel | Ver | DV | DT | +/− | Pnt |
| --- | ----------------- | --- | --- | --- | --- | -- | -- | --- | --- |
| 1.  | Tsjecho-Slowakije | 4   | 3   | 0   | 1   | 16 | 5  | +11 | 6   |
| 2.  | Schotland         | 4   | 3   | 0   | 1   | 10 | 7  | +3  | 6   |
| 3.  | Ierland           | 4   | 0   | 0   | 4   | 3  | 17 | –14 | 0   |

|                                                 |                                          |       |                 |                                                                                 |
| 3 mei 1961 «onderlinge duels» 19:00 uur (UTC+1) | Schotland                                | 4 – 1 | Ierland         | Hampden Park, Glasgow Toeschouwers: 46.696 Scheidsrechter: Maurice Guigue (FRA) |
| 3 mei 1961 «onderlinge duels» 19:00 uur (UTC+1) | Ralph Brand 14', 40' David Herd 59', 85' |       | 52' Joe Haverty | Hampden Park, Glasgow Toeschouwers: 46.696 Scheidsrechter: Maurice Guigue (FRA) |

|                                                 |         |                                         |           |                                                                                   |
| 7 mei 1961 «onderlinge duels» 15:30 uur (UTC+1) | Ierland | 0 – 3                                   | Schotland | Dalymount Park, Dublin Toeschouwers: 36.000 Scheidsrechter: Gaston Grandain (BEL) |
| 7 mei 1961 «onderlinge duels» 15:30 uur (UTC+1) |         | 4', 16' Alexander Young 86' Ralph Brand |           | Dalymount Park, Dublin Toeschouwers: 36.000 Scheidsrechter: Gaston Grandain (BEL) |

|                                                  |                                                                             |       |           |                                                                                |
| 14 mei 1961 «onderlinge duels» 16:00 uur (UTC+1) | Tsjecho-Slowakije                                                           | 4 – 0 | Schotland | Tehelné pole, Bratislava Toeschouwers: 48. Scheidsrechter: Erich Steiner (AUT) |
| 14 mei 1961 «onderlinge duels» 16:00 uur (UTC+1) | Tomáš Pospíchal 8' Andrej Kvašňák 13' Josef Kadraba 40' Tomáš Pospíchal 85' |       |           | Tehelné pole, Bratislava Toeschouwers: 48. Scheidsrechter: Erich Steiner (AUT) |

|                                                        |                                    |       |                                     |                                                                                 |
| 26 september 1961 «onderlinge duels» 16:30 uur (UTC+1) | Schotland                          | 3 – 2 | Tsjecho-Slowakije                   | Hampden Park, Glasgow Toeschouwers: 51.590 Scheidsrechter: Leif Gulliksen (NOR) |
| 26 september 1961 «onderlinge duels» 16:30 uur (UTC+1) | Ian St John 21' Denis Law 62', 83' |       | 6' Andrej Kvašňák 51' Adolf Scherer | Hampden Park, Glasgow Toeschouwers: 51.590 Scheidsrechter: Leif Gulliksen (NOR) |

|                                                     |                  |       |                                          |                                                                                  |
| 8 oktober 1961 «onderlinge duels» 15:30 uur (UTC+1) | Ierland          | 1 – 3 | Tsjecho-Slowakije                        | Dalymount Park, Dublin Toeschouwers: 26.000 Scheidsrechter: Arthur Holland (ENG) |
| 8 oktober 1961 «onderlinge duels» 15:30 uur (UTC+1) | Johnny Giles 40' |       | 3' Adolf Scherer 61', 69' Andrej Kvašňák | Dalymount Park, Dublin Toeschouwers: 26.000 Scheidsrechter: Arthur Holland (ENG) |

|                                                      | |       |                  |                                                                                               |
| 29 oktober 1961 «onderlinge duels» 14:30 uur (UTC+1) | Tsjecho-Slowakije                                                                                      | 7 – 1 | Ierland          | Stadion Československé Armády, Praag Toeschouwers: 23.312 Scheidsrechter: Bengt Lundell (SWE) |
| 29 oktober 1961 «onderlinge duels» 14:30 uur (UTC+1) | Andrej Kvašňák 8', 36' Adolf Scherer 24', 75' Josef Jelínek 30' Tomáš Pospíchal 57' Josef Masopust 61' |       | 56' Amby Fogarty | Stadion Československé Armády, Praag Toeschouwers: 23.312 Scheidsrechter: Bengt Lundell (SWE) |

Tsjecho-Slowakije en Schotland eindigden gelijk. Daarom werd er een extra play-off gespeeld om te bepalen welk land zich zou kwalificeren voor het hoofdtoernooi.
play-off
|                                                       |                                                                           |       |                      |                                                                                |
| 29 november 1961 «onderlinge duels» 14:30 uur (UTC+1) | Tsjecho-Slowakije                                                         | 4 – 2 | Schotland            | Heizelstadion, Brussel Toeschouwers: 7.976 Scheidsrechter: Gérard Versyp (BEL) |
| 29 november 1961 «onderlinge duels» 14:30 uur (UTC+1) | Jiří Hledík 70' Adolf Scherer 84' Tomáš Pospíchal 95' Andrej Kvašňák 101' |       | 38', 71' Ian St John | Heizelstadion, Brussel Toeschouwers: 7.976 Scheidsrechter: Gérard Versyp (BEL) |

### Groep 9

#### Eerste ronde
| Pos | Land       | Wed                    | Win                    | Gel                    | Ver                    | DV                     | DT                     | +/−                    | Pnt                    |
| --- | ---------- | ---------------------- | ---------------------- | ---------------------- | ---------------------- | ---------------------- | ---------------------- | ---------------------- | ---------------------- |
| 1   | Spanje     | naar de volgende ronde | naar de volgende ronde | naar de volgende ronde | naar de volgende ronde | naar de volgende ronde | naar de volgende ronde | naar de volgende ronde | naar de volgende ronde |
| —   | Denemarken | teruggetrokken         | teruggetrokken         | teruggetrokken         | teruggetrokken         | teruggetrokken         | teruggetrokken         | teruggetrokken         | teruggetrokken         |

#### Tweede ronde
| Pos | Land       | Wed            | Win            | Gel            | Ver            | DV             | DT             | +/−            | Pnt            |
| --- | ---------- | -------------- | -------------- | -------------- | -------------- | -------------- | -------------- | -------------- | -------------- |
| 1   | Spanje     | 3              | 2              | 1              | 1              | 0              | 3              | 2              | +1             |
| 2   | Wales      | 1              | 2              | 0              | 1              | 1              | 2              | 3              | −1             |
| —   | Oostenrijk | teruggetrokken | teruggetrokken | teruggetrokken | teruggetrokken | teruggetrokken | teruggetrokken | teruggetrokken | teruggetrokken |

|                                                    |                 |       |                                   |                                                                                     |
| 10 april 1961 «onderlinge duels» 18:30 uur (UTC+1) | Wales           | 1 – 2 | Spanje                            | Ninian Park, Cardiff Toeschouwers: 34.411 Scheidsrechter: Marcel Raeymaeckers (BEL) |
| 10 april 1961 «onderlinge duels» 18:30 uur (UTC+1) | Phil Woosnam 7' |       | 21' Foncho 78' Alfredo Di Stéfano | Ninian Park, Cardiff Toeschouwers: 34.411 Scheidsrechter: Marcel Raeymaeckers (BEL) |

|                                                  |                   |       |                    |                                                                                       |
| 18 mei 1961 «onderlinge duels» 20:30 uur (UTC+1) | Spanje            | 1 – 1 | Wales              | Estadio Santiago Bernabéu, Madrid Toeschouwers: 65.466 Scheidsrechter: Leo Horn (NED) |
| 18 mei 1961 «onderlinge duels» 20:30 uur (UTC+1) | Joaquín Peiró 55' |       | 69' Ivor Allchurch | Estadio Santiago Bernabéu, Madrid Toeschouwers: 65.466 Scheidsrechter: Leo Horn (NED) |

Spanje kwalificeert zich voor de intercontinentale play-off.

### Groep 10
| Pos | Land        | Wed            | Win            | Gel            | Ver            | DV             | DT             | +/−            | Pnt            |
| --- | ----------- | -------------- | -------------- | -------------- | -------------- | -------------- | -------------- | -------------- | -------------- |
| 1   | Joegoslavië | 3              | 2              | 1              | 1              | 0              | 3              | 2              | +1             |
| 2   | Polen       | 1              | 2              | 0              | 1              | 1              | 2              | 3              | −1             |
| —   | IJsland     | teruggetrokken | teruggetrokken | teruggetrokken | teruggetrokken | teruggetrokken | teruggetrokken | teruggetrokken | teruggetrokken |

|                                                  |                                                  |       |                     |                                                                                        |
| 4 juni 1961 «onderlinge duels» 17:00 uur (UTC+1) | Joegoslavië                                      | 2 – 1 | Polen               | JNA Stadion, Belgrado Toeschouwers: 30.000 Scheidsrechter: Dimosthenis Stathatos (GRE) |
| 4 juni 1961 «onderlinge duels» 17:00 uur (UTC+1) | Tomislav Kaloperović 42' (pen.) Boris Kostić 49' |       | 65' Lucjan Brychczy | JNA Stadion, Belgrado Toeschouwers: 30.000 Scheidsrechter: Dimosthenis Stathatos (GRE) |

|                                                   |                 |       |                |                                                                                  |
| 25 juni 1961 «onderlinge duels» 18:30 uur (UTC+2) | Polen           | 1 – 1 | Joegoslavië    | Śląskistadion, Chorzów Toeschouwers: 57.000 Scheidsrechter: Václav Korelus (TCH) |
| 25 juni 1961 «onderlinge duels» 18:30 uur (UTC+2) | Jan Schmidt 29' |       | 1' Milan Galić | Śląskistadion, Chorzów Toeschouwers: 57.000 Scheidsrechter: Václav Korelus (TCH) |

Joegoslavië kwalificeert zich voor de intercontinentale play-off.

## Intercontinentale play-off

### UEFA / CAF
Na twaalf jaar plaatste Spanje zich eindelijk weer voor een wereldkampioenschap. Een team bestaande uit alle grote spelers van Real Madrid had toch weer opvallend veel moeite met Wales en het sterkste team van Afrika, Marokko. Naast Alfredo Di Stéfano was nu ook de Hongaar Ferenc Puskás genaturaliseerd tot Spanjaard. Het wordt voor hem zijn tweede WK na het mislopen van de titel in 1954.
|                                                     |         |             |        | |
| 12 november 1961 «onderlinge duels» 15:30 uur (UTC) | Marokko | 0 – 1       | Spanje | Stade d'honneur Locatie: Casablanca, Marokko Toeschouwers: 26.000 Scheidsrechter: Daniel Mellet (SUI) |
| 12 november 1961 «onderlinge duels» 15:30 uur (UTC) |         | 80' Del Sol |        | Stade d'honneur Locatie: Casablanca, Marokko Toeschouwers: 26.000 Scheidsrechter: Daniel Mellet (SUI) |

|                                                       |                                                |                  |                             |                                                                                                   |
| 23 november 1961 «onderlinge duels» 20:30 uur (UTC+1) | Spanje Marcelino 12' Di Stéfano 44' Collar 58' | 3 – 2 (4–2 agg.) | Marokko 40' Riahi 64' Azhar | Santiago Bernabéu Locatie: Madrid, Spanje Toeschouwers: 30.000 Scheidsrechter: Cesare Jonni (ITA) |
| 23 november 1961 «onderlinge duels» 20:30 uur (UTC+1) |                                                |                  |                             | Santiago Bernabéu Locatie: Madrid, Spanje Toeschouwers: 30.000 Scheidsrechter: Cesare Jonni (ITA) |

Spanje wint met 4–2 over twee wedstrijden en kwalificeert zich voor het hoofdtoernooi.

### UEFA / AFC
Joegoslavië overleefde in Polen een krappe voorsprong van 2-1 door voor 100.000 mensen in Chórsow gelijk te spelen. De play-off wedstrijden tegen de sterkste ploeg van Azië Zuid-Korea waren geen enkel probleem. Joegoslavië plaatste zich voor de vierde keer op rij voor een WK.
|                                                     |                                                        |       |                    | |
| 8 oktober 1961 «onderlinge duels» 15:00 uur (UTC+1) | Joegoslavië                                            | 5 – 1 | Zuid-Korea         | JNA-Stadion Locatie: Belgrado, Joegoslavië Toeschouwers: 20.000 Scheidsrechter: Konstantinos Ioannidis (GRE) |
| 8 oktober 1961 «onderlinge duels» 15:00 uur (UTC+1) | Čebinac 42' Šekularac 54', 70' Radaković 67' Galić 89' |       | 82' Chug Sun-cheon | JNA-Stadion Locatie: Belgrado, Joegoslavië Toeschouwers: 20.000 Scheidsrechter: Konstantinos Ioannidis (GRE) |

|                                                       |                            |                  |                                         | |
| 26 november 1961 «onderlinge duels» 13:30 uur (UTC+9) | Zuid-Korea Yoo Pan-sun 61' | 1 – 3 (2–8 agg.) | Joegoslavië 17', 27' Galić 89' Jerković | Hyochangstadion Locatie: Seoel, Zuid-Korea Toeschouwers: 25.000 Scheidsrechter: Mak Xeun Fei (HKG) |
| 26 november 1961 «onderlinge duels» 13:30 uur (UTC+9) |                            |                  |                                         | Hyochangstadion Locatie: Seoel, Zuid-Korea Toeschouwers: 25.000 Scheidsrechter: Mak Xeun Fei (HKG) |

Joegoslavië wint met 8–2 over twee wedstrijden en kwalificeert zich voor het hoofdtoernooi.